# Amerikai fogócska
Az Amerikai fogócska vagy Nem az vagyok, aki vagyok (eredeti cím: Charade) egy 1963-as amerikai romantikus-bűnügyi-vígjáték, Cary Grant, Audrey Hepburn, Walter Matthau és James Coburn főszereplésével. A filmet Stanley Donen rendezte. Az első magyar 1983-as szinkronváltozat címe Nem az vagyok, aki vagyok volt.

## Rövid összefoglaló
Reggie, a fiatal özvegy Párizsban tudja meg, hogy férje közönséges csirkefogó volt: megkárosította az Egyesült Államok kormányát 250 ezer dollárral. Ez ugyan igen régen történt, de most jelentkeznek a tettestársak, valamint a CIA is, mert a pénz nyilván az örökösnél van. De hol lehet a 250 ezer dollár, amikor a férj után semmi nem maradt, csak egy apróságokat tartalmazó kézitáska.

## Szereplők
| Szerep                        | Színész          | Magyar hang            | Magyar hang       |
| Szerep                        | Színész          | Magyar Televízió, 1983 | Duna Televízió    |
| ----------------------------- | ---------------- | ---------------------- | ----------------- |
| Peter Joshua                  | Cary Grant       | Avar István            | Bács Ferenc       |
| Regina `Reggie` Lampert       | Audrey Hepburn   | Kútvölgyi Erzsébet     | Udvaros Dorottya  |
| Hamilton Bartholemew          | Walter Matthau   | Garas Dezső            | Rajhona Ádám      |
| Tex Panthollow                | James Coburn     | Sebestyén András       | Vass Gábor        |
| Herman Scobie                 | George Kennedy   | Rajhona Ádám           | Ujlaki Dénes      |
| Sylvie Gaudel                 | Dominique Minot  | Dallos Szilvia         | Vándor Éva        |
| Leopold W. Gideon             | Ned Glass        | Rátonyi Róbert         | Dobránszky Zoltán |
| Edouard Grandpierre felügyelő | Jacques Marin    | Horváth Gyula          | Hollósi Frigyes   |
| Mr. Felix, bélyegárus         | Paul Bonifas     | Szabó Ottó             | Makay Sándor      |
| Jean-Louis Gaudel             | Thomas Chelimsky | Ifj. Ullmann Ottó      | Simonyi Balázs    |

## Díjak és jelölések
BAFTA-díj
- díj (1965) – a legjobb női főszereplő: Audrey Hepburn
- jelölés (1965) – a legjobb férfi főszereplő: Cary Grant

Golden Globe-díj
- jelölés (1964) – a legjobb férfi főszereplő – zenés film vagy vígjáték: Cary Grant
- jelölés (1964) – a legjobb női főszereplő – zenés film vagy vígjáték: Audrey Hepburn

Oscar-díj
- jelölés (1964) – Legjobb eredeti filmzene: Johnny Mercer, Henry Mancini